# Saison 1 de The Americans
Chronologie
Saison 2
Cet article présente le guide des épisodes de la première saison de la série télévisée américaine The Americans.

## Généralités
- Aux États-Unis, cette saison a été diffusée entre le 30 janvier 2013 et le 1er mai 2013 sur FX.
- Au Canada, elle a été diffusée en simultané sur FX Canada.
- En Belgique, elle a été diffusée entre le 23 septembre 2013 et le 28 octobre 2013 sur Be 1
- En France, elle a été diffusée entre le 18 décembre 2013 et le 22 janvier 2014 sur Canal+ Séries
- En Suisse, elle a été diffusée entre le 10 mars 2014 et le 14 avril 2014 sur RTS Un

## Distribution

### Acteurs principaux
- Matthew Rhys (VF : Arnaud Arbessier) : Mischa alias Phillip Jennings
- Keri Russell (VF : Barbara Delsol) : Nadezhda alias Elizabeth Jennings
- Noah Emmerich (VF : Michel Dodane) : agent du FBI Stan Beeman
- Maximiliano Hernández (VF : Marc Saez) : agent du FBI Chris Amador
- Keidrich Sellati (VF : Samuel Bellonie) : Henry Jennings
- Holly Taylor (VF : Clara Quilichini) : Paige Jennings

### Acteurs récurrents
- Margo Martindale (VF : Coco Noël) : Claudia, superviseur du KGB
- Richard Thomas (VF : Pierre Tessier) : superviseur du FBI
- Susan Misner (VF : Caroline Beaune) : Sandra Beeman
- Alison Wright (VF : Marjorie Frantz) : Martha Hanson
- Annet Mahendru (VF : Véronique Desmadryl) : Nina
- Daniel Flaherty (VF : Gabriel Bismuth-Bienaimé) : Matthew Beeman, fils de Stan Beeman
- Lev Gorn (VF : Lionel Tua) : Arkady Ivanovich
- Cotton Smith (VF : Éric Legrand) : le procureur général
- Derek Luke (VF : Lionel Henry (acteur)) : Gregory
- Reg Rogers (en) (VF : Nicolas Marié) : Charles Duluh
- Tim Hopper (en) (VF : Denis Laustriat) : Sanford Prince

## Épisodes

### Épisode 1:Le Projet
- États-Unis /  Canada : 30 janvier 2013 sur FX[1] / FX Canada
- Belgique : 23 septembre 2013 sur Be 1[2]
- France : 18 décembre 2013 sur Canal+ Séries[3]
- Suisse : 10 mars 2014 sur RTS Un[4]
- Québec : 5 janvier 2015 sur AddikTV

- États-Unis : 3,22 millions de téléspectateurs[5] (première diffusion)

### Épisode 2:L'Horloge
- États-Unis /  Canada : 6 février 2013 sur FX / FX Canada
- Belgique : 23 septembre 2013 sur Be 1
- France : 18 décembre 2013 sur Canal+ Séries
- Suisse : 10 mars 2014 sur RTS Un
- Québec : 12 janvier 2015 sur AddikTV

- États-Unis : 1,97 million de téléspectateurs[6] (première diffusion)

### Épisode 3:L'Inconnue
- États-Unis /  Canada : 13 février 2013 sur FX / FX Canada
- Belgique : 30 septembre 2013 sur Be 1
- France : 25 décembre 2013 sur Canal+ Séries
- Suisse : 17 mars 2014 sur RTS Un
- Québec : 19 janvier 2015 sur AddikTV

- États-Unis : 1,65 million de téléspectateurs[7] (première diffusion)

### Épisode 4:Sous contrôle
- États-Unis /  Canada : 20 février 2013 sur FX / FX Canada
- Belgique : 30 septembre 2013 sur Be 1
- France : 25 décembre 2013 sur Canal+ Séries
- Suisse : 17 mars 2014 sur RTS Un
- Québec : 26 janvier 2015 sur AddikTV

- États-Unis : 1,91 million de téléspectateurs[8] (première diffusion)

### Épisode 5:La Clé
- États-Unis /  Canada : 27 février 2013 sur FX / FX Canada
- Belgique : 7 octobre 2013 sur Be 1
- France : 1er janvier 2014 sur Canal+ Séries
- Suisse : 24 mars 2014 sur RTS Un
- Québec : 2 février 2015 sur AddikTV

- États-Unis : 1,44 million de téléspectateurs[9] (première diffusion)

### Épisode 6:Trahison
- États-Unis /  Canada : 6 mars 2013 sur FX / FX Canada
- Belgique : 7 octobre 2013 sur Be 1
- France : 1er janvier 2014 sur Canal+ Séries
- Suisse : 24 mars 2014 sur RTS Un
- Québec : 9 février 2015 sur AddikTV

- États-Unis : 1,88 million de téléspectateurs[10] (première diffusion)

### Épisode 7:Un devoir sacré
- États-Unis /  Canada : 13 mars 2013 sur FX / FX Canada
- Belgique : 14 octobre 2013 sur Be 1
- France : 8 janvier 2014 sur Canal+ Séries
- Suisse : 31 mars 2014 sur RTS Un
- Québec : 16 février 2015 sur AddikTV

- États-Unis : 1,70 million de téléspectateurs[11] (première diffusion)

### Épisode 8:L'Équilibre de la terreur
- États-Unis /  Canada : 20 mars 2013 sur FX / FX Canada
- Belgique : 14 octobre 2013 sur Be 1
- France : 8 janvier 2014 sur Canal+ Séries
- Suisse : 31 mars 2014 sur RTS Un
- Québec : 23 février 2015 sur AddikTV

- États-Unis : 1,65 million de téléspectateurs[12] (première diffusion)

### Épisode 9:La Planque
- États-Unis /  Canada : 3 avril 2013 sur FX / FX Canada
- Belgique : 21 octobre 2013 sur Be 1
- France : 15 janvier 2014 sur Canal+ Séries
- Suisse : 7 avril 2014 sur RTS Un
- Québec : 2 mars 2015 sur AddikTV

- États-Unis : 1,38 million de téléspectateurs[13] (première diffusion)

### Épisode 10:Les Disparus
- États-Unis /  Canada : 10 avril 2013 sur FX / FX Canada
- Belgique : 21 octobre 2013 sur Be 1
- France : 15 janvier 2014 sur Canal+ Séries
- Suisse : 7 avril 2015 sur RTS Un
- Québec : 9 mars 205 sur AddikTV

- États-Unis : 1,50 million de téléspectateurs[14] (première diffusion)

### Épisode 11:Guerre secrète
- États-Unis /  Canada : 17 avril 2013 sur FX / FX Canada
- Belgique : 28 octobre 2013 sur Be 1
- France : 22 janvier 2014 sur Canal+ Séries
- Suisse : 14 avril 2015 sur RTS Un
- Québec : 16 mars 2015 sur AddikTV

- États-Unis : 1,81 million de téléspectateurs[15] (première diffusion)

### Épisode 12:Le Serment
- États-Unis /  Canada : 24 avril 2013 sur FX / FX Canada
- Belgique : 28 octobre 2013 sur Be 1
- France : 22 janvier 2014 sur Canal+ Séries
- Suisse : 14 avril 2014 sur RTS Un
- Québec : 23 mars 2015 sur AddikTV

- États-Unis : 1,49 million de téléspectateurs[16] (première diffusion)

### Épisode 13:Le Colonel
- États-Unis /  Canada : 1er mai 2013 sur FX[17] / FX Canada
- Belgique : 28 octobre 2013 sur Be 1
- France : 22 janvier 2014 sur Canal+ Séries
- Suisse : 14 avril 2014 sur RTS Un
- Québec : 30 mars 2015 sur AddikTV

- États-Unis : 1,74 million de téléspectateurs[18] (première diffusion)